# Amadou (matière)

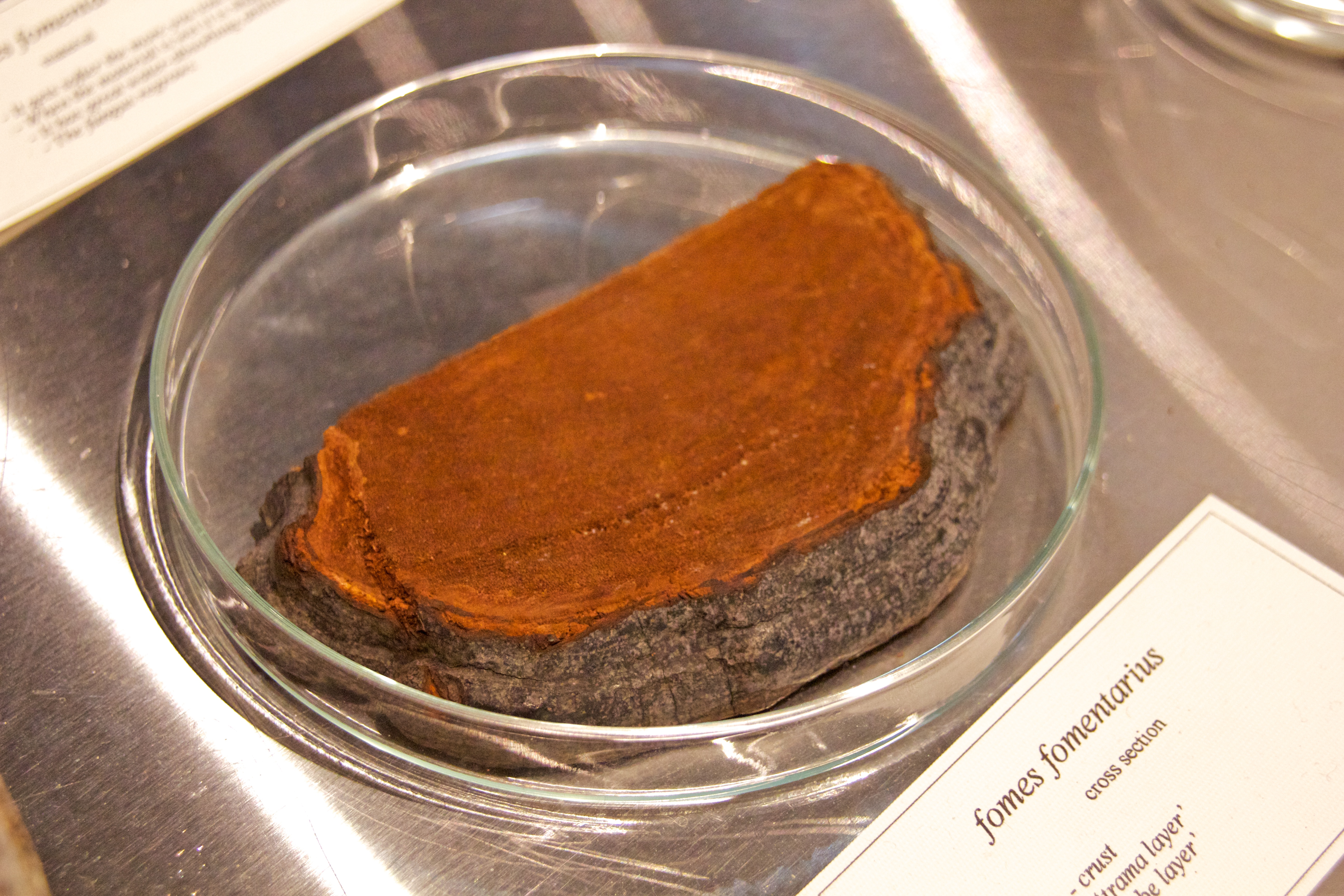
Tranche d'amadou brute.

Pour les articles homonymes, voir Amadou.
Pour un article plus général, voir Mycomatériau.
L'amadou est un matériau spongieux constituant la partie supérieure de la chair de certains champignons, sorte de feutre naturel utilisé séché depuis la Préhistoire, principalement pour allumer le feu, mais aussi pour favoriser la dessiccation des plaies en médecine et des mouches de pêche, ou encore comme succédané du tabac et du cuir. On utilise le plus souvent la chair des polypores qui se développent sur les arbres, essentiellement l'amadouvier (Fomes fomentarius), mais aussi d'autres espèces fongiques employées localement pour des propriétés comparables. Ce matériau traditionnel fait partie des mycomatériaux.

## Espèces utilisées

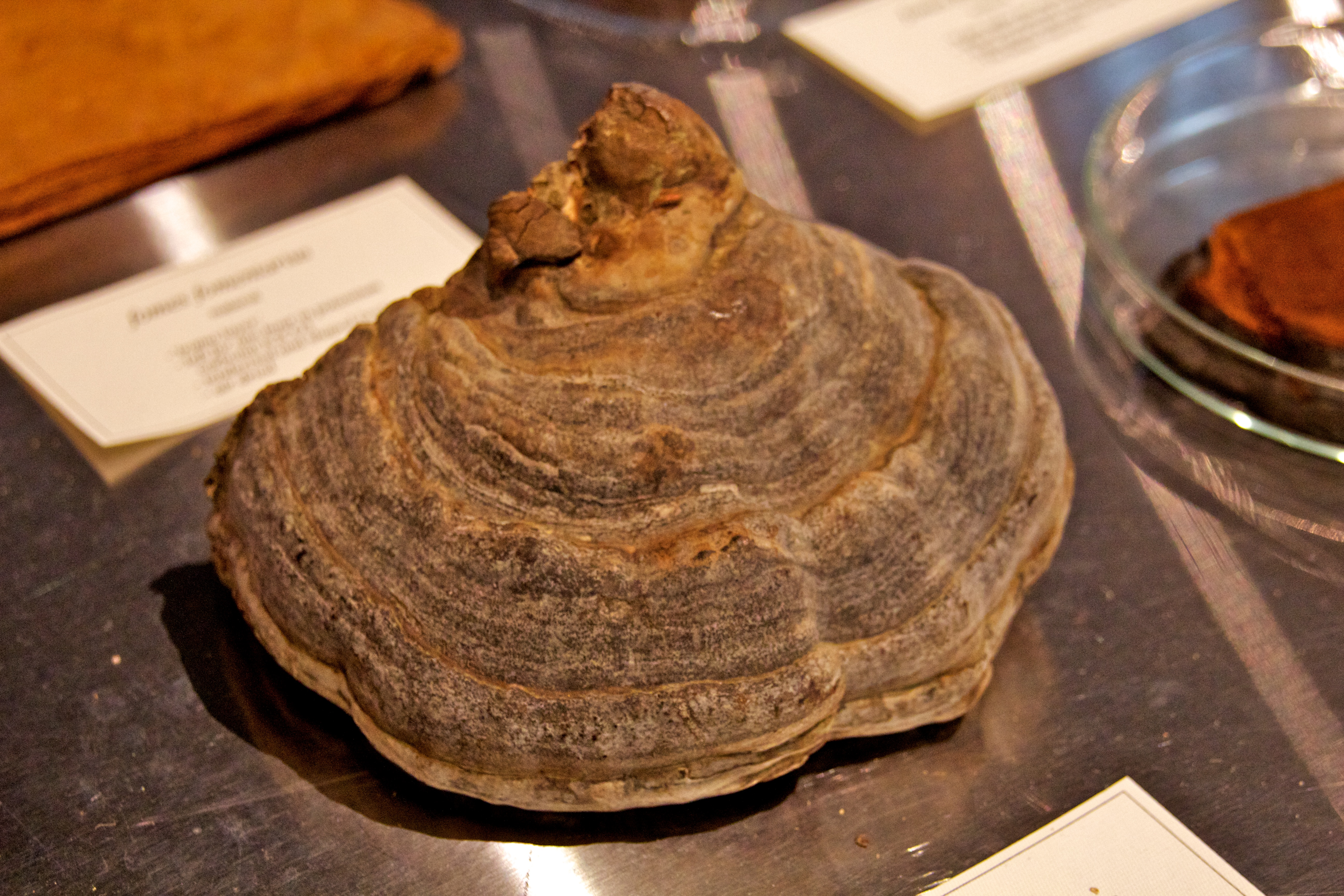
Amadouvier sec (Fomes fomentarius).

Le plus utilisé, apprécié pour l'épaisseur de sa chair :
- Fomes fomentarius — l'amadouvier[1].

D'autres espèces de champignons ont pu être utilisées pour obtenir de l'amadou, bien que donnant une matière moins performante :
- polypores :
  - Phellinus igniarius — ou Faux amadouvier[2];
  - Fomitopsis pinicola — l'amadouvier du pin[3];
  - Piptoporus betulinus — le Polypore du bouleau[3];
  - Daedalea quercina — le Dédalée du chêne, utilisé en Autriche[2] (mais cette espèce a peut-être été confondue par les auteurs anciens avec l'Agaricus quercinus de Linné, qui désigne ainsi l'amadouvier vrai[3]) ;
  - Fuscoporia gilva (en)[4];

- divers :
  - Chancre d'Inonotus obliquus, le Chaga, principalement dans les forêts boréales[5].
  - Calvatia gigantea — la Vesse-de-loup géante et les espèces voisines[1];
  - Zasmidium cellare (en) — l'Amadou des tonneliers[1].

Matières liées à l'amadou
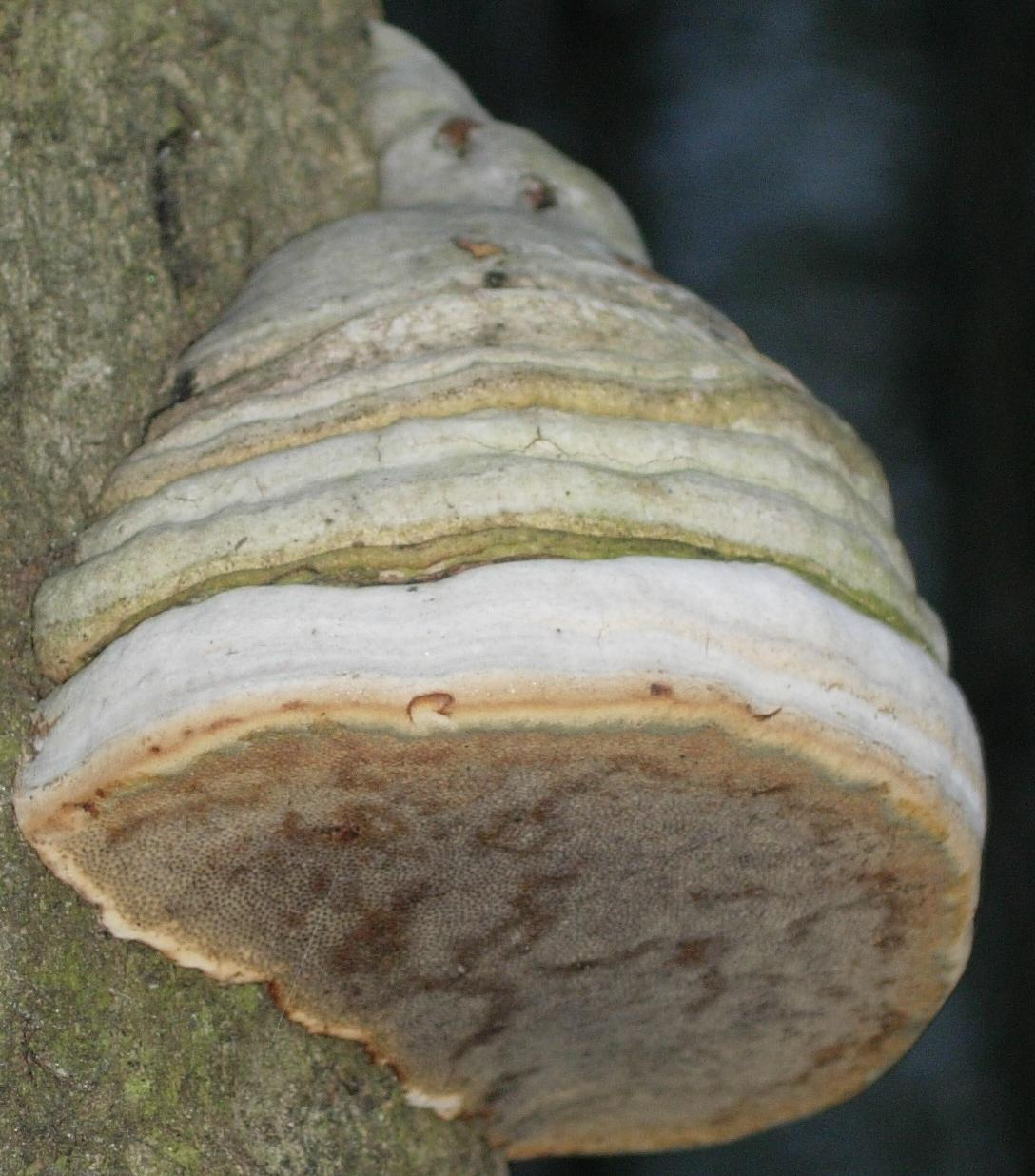
Amadouvier.
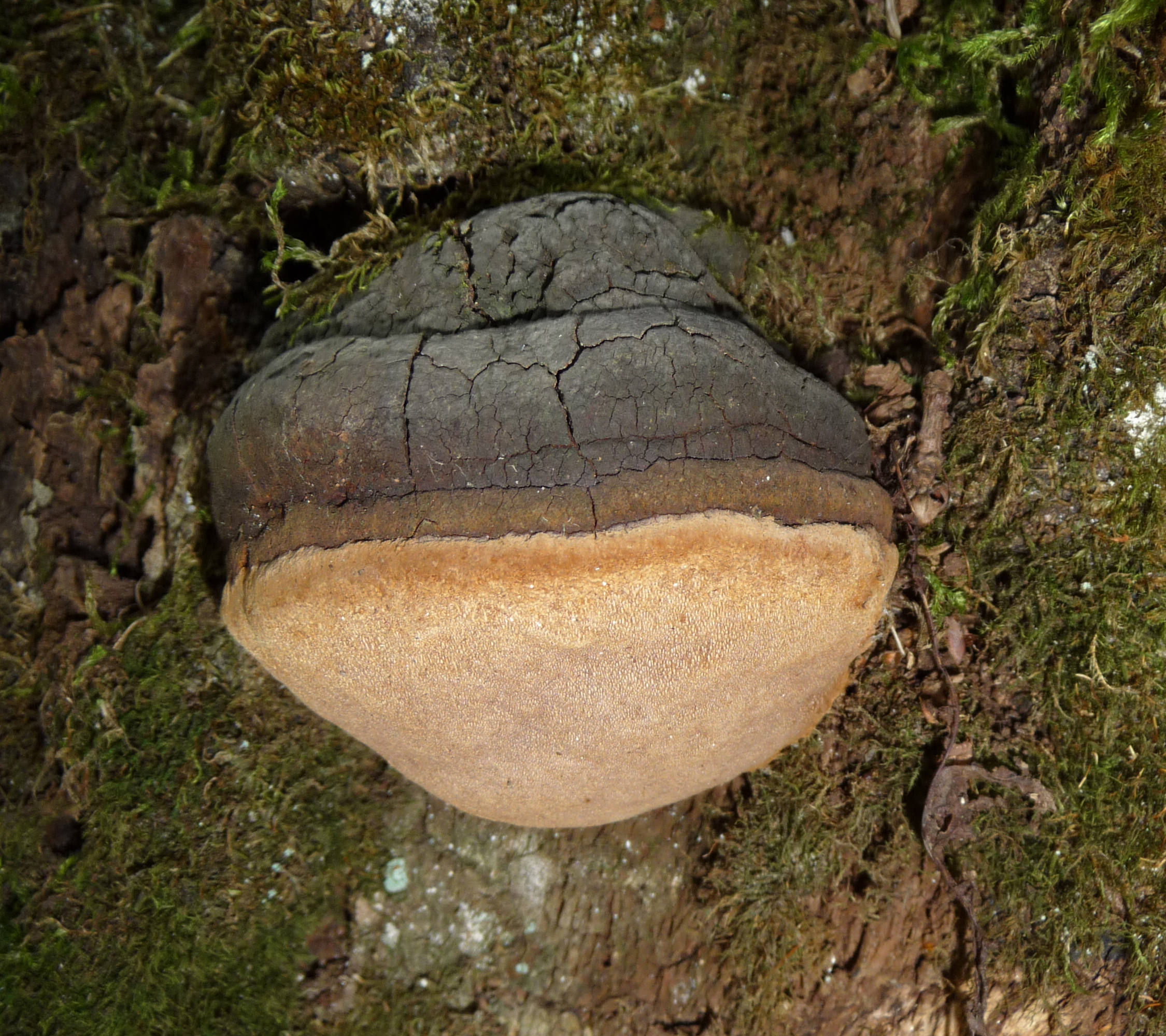
Faux amadouvier.
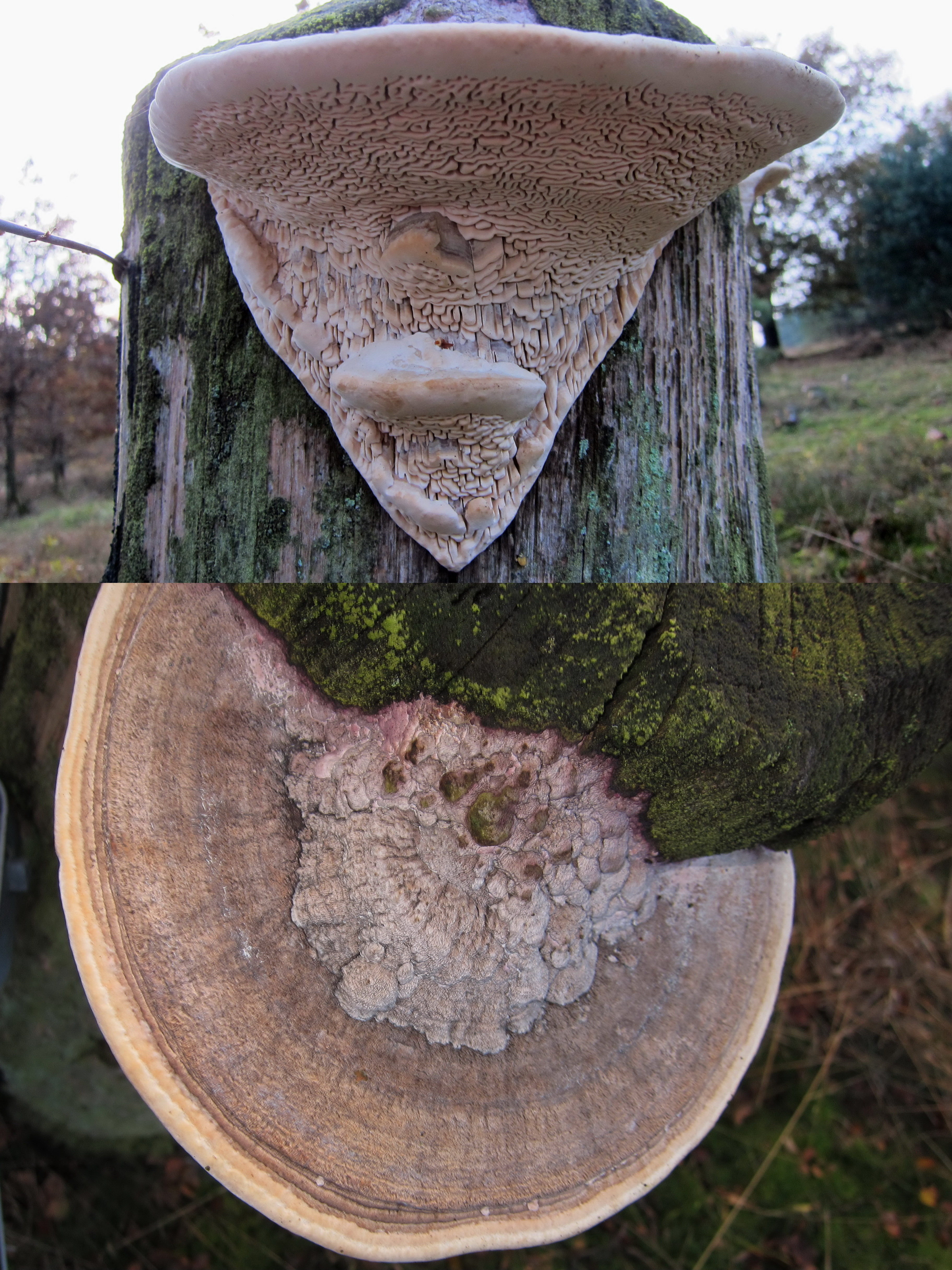
Dédalée du chêne.
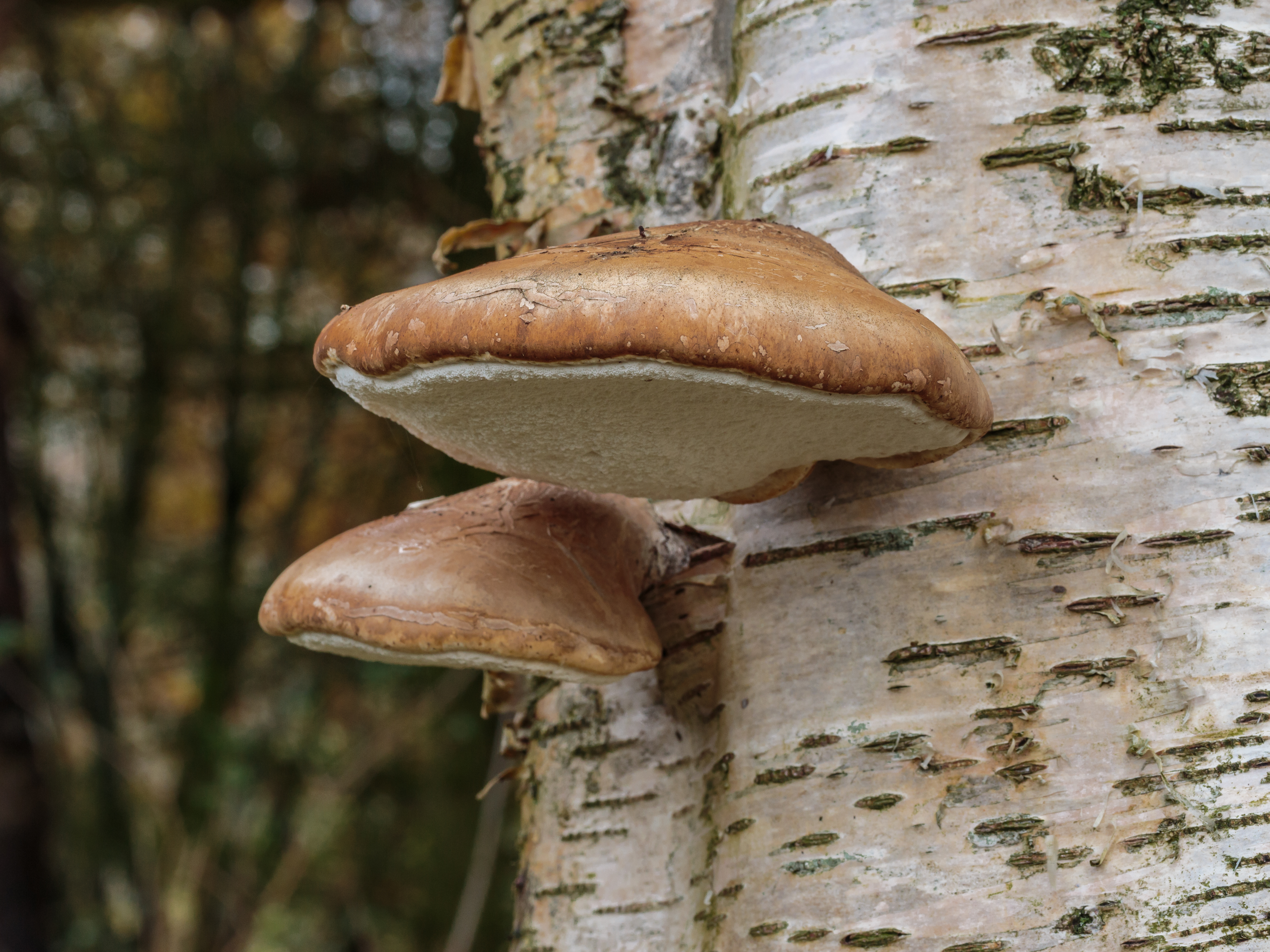
Polypore du bouleau.
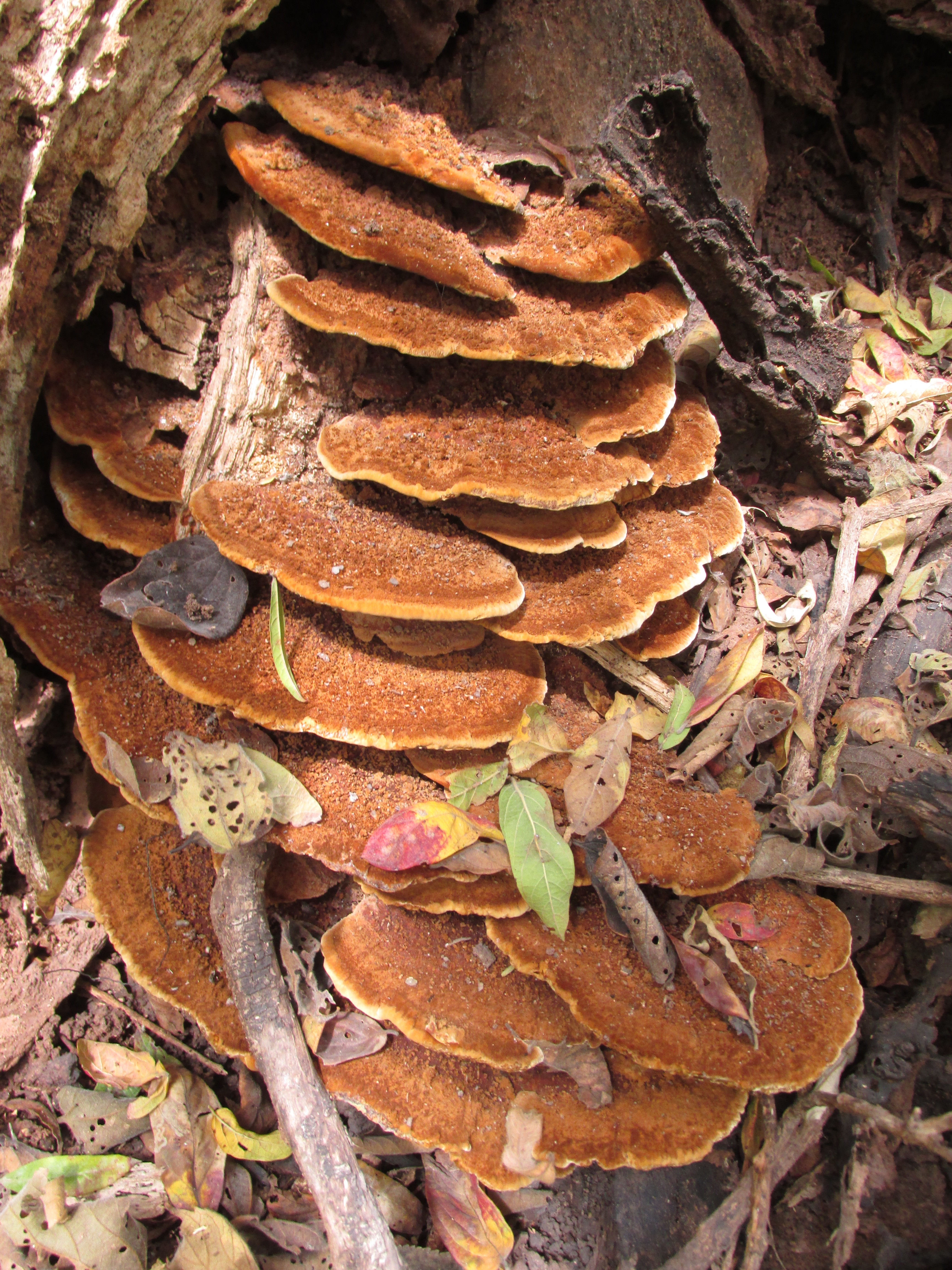
Fuscoporia gilva (en).
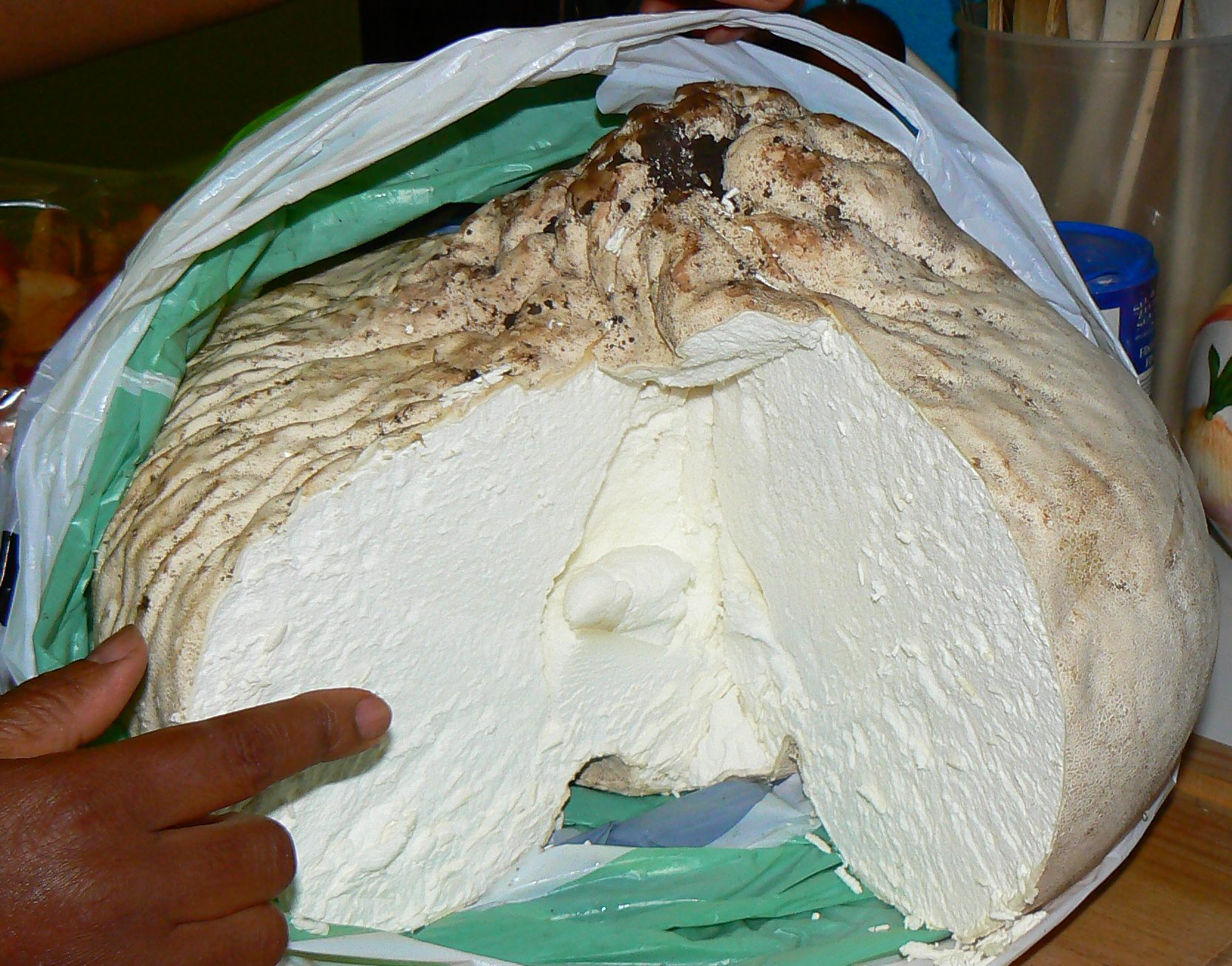
Vesse-de-loup géante.

## Préparation

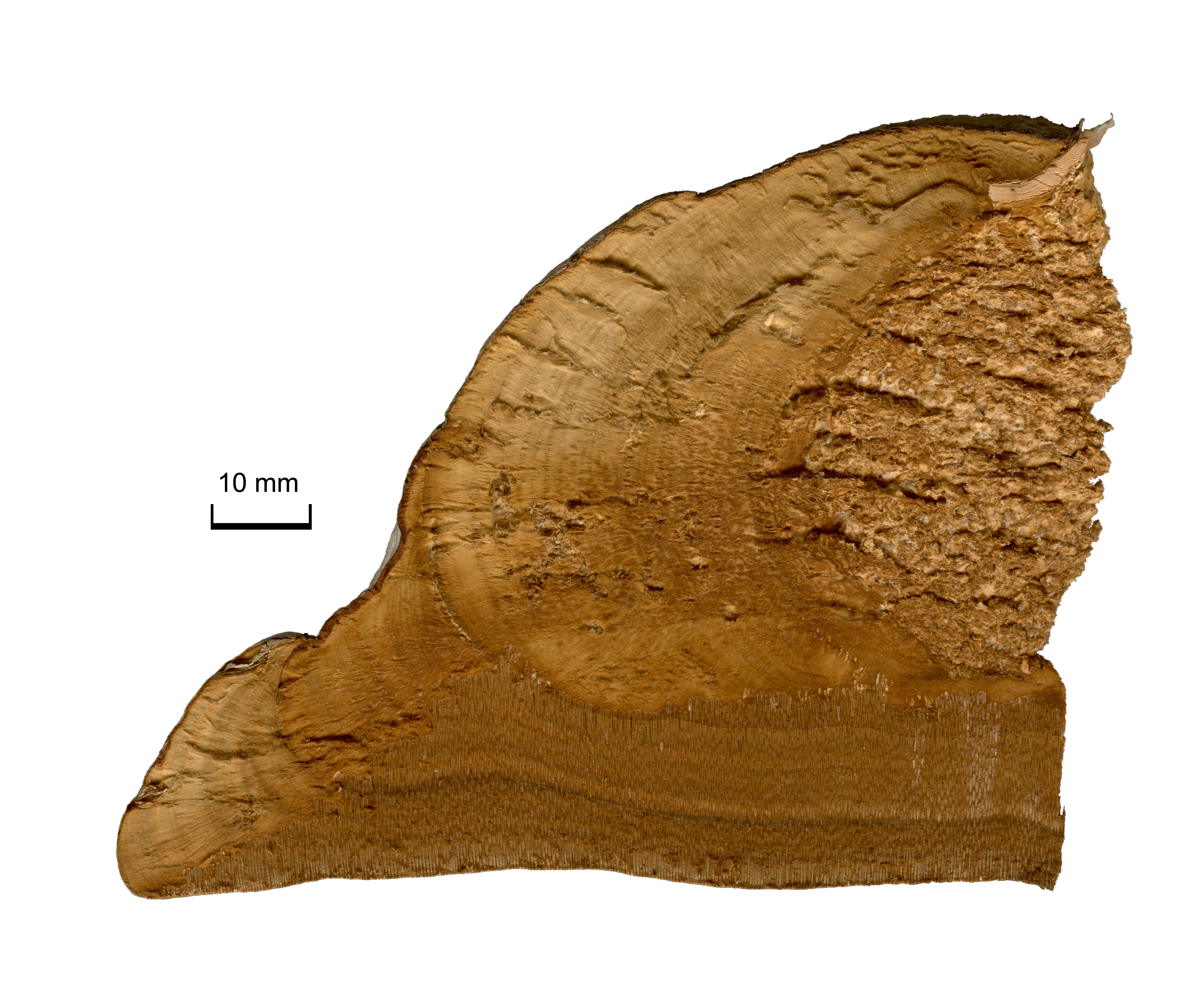
Coupe de Fomes fomentarius.

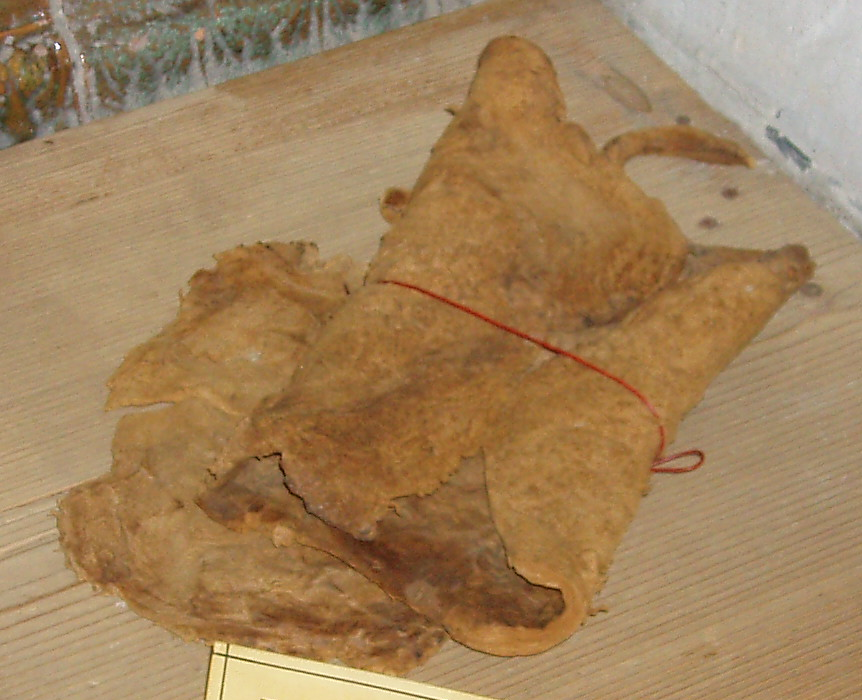
Amadou prêt à l'usage.

La préparation à partir de l'amadouvier consiste à prélever la partie fibreuse intérieure, sans les tubes, puis à la découper en tranches fines qui seront conservée au sec. On peut les aplanir et les faire feutrer en les battant avec un maillet en bois sur un billot.
Pour allumer le feu plus facilement ou pour obtenir un cuir résistant, il faut en outre imprégner ces tranches d'une substance qui rend l'amadou encore plus performant. Généralement par trempage dans un bain additionné de salpêtre, plus rarement de poudre à canon, suint de laine de mouton, cendre, etc.,.
Les artisans spécialisés dans cette fabrication s'appelaient des « amadoueurs », un métier qui perdure jusqu'au début du XXe siècle. Toutefois, à la campagne, les gens fabriquaient eux-mêmes leur amadou pour un usage domestique. Au XIXe siècle, il existe en Europe des centres de fabrication presque industriels : en Allemagne principalement dans le Bade-Wurtemberg où se trouve la Forêt-Noire ; en France dans la Gironde ainsi qu'à Niaux (Ariège) ; dans les Carpates en Europe de l'Est, ainsi qu'en Suède. En 1914, 50 tonnes d'amadou sortaient encore par an de la manufacture d'Ulm (Allemagne).

## Utilisation
Au XVIIIe siècle on distingue l'amadou roux, destiné aux usages ordinaires, et l'amadou blanc, plus doux et plus fin, qui a la préférence des médecins.

### Allume-feu
L'amadou constituait un matériau important pour les humains préhistoriques car il leur permettait d'allumer un feu à partir de la percussion d'un fragment de pyrite ou de marcassite avec un morceau de silex. Cela est attesté par la découverte dans le bagage d'Ötzi, un homme décédé dans un glacier il y a environ 5 000 ans, de tous ces éléments nécessaires à l'allumage d'un feu.
À l'origine des briquets, il y eut la méthode consistant à « battre le briquet » sur un morceau de silex, en maintenant la fibre inflammable à proximité de l'impact qui produit l'étincelle sous le choc du « briquet » en fer. On se servait ensuite de l'amadou incandescent pour enflammer une « allumette », petite buchette ou tige boisée, remplacée ensuite par des bâtonnets à l'extrémité soufrée. L'amadou doit être conservé bien au sec, avec le silex, parfois dans une petite logette associée au briquet.
Vers 1840, les briquets dits « à amadou » modernes apparaissent. Ils sont en fait constitués d'une mèche en coton, trempée dans un bain chimique pour les rendre très inflammables,. Cet amadou « chimique » est obtenu par trempage dans du salpêtre ou du chromate de plomb. À cause de sa toxicité, ce dernier a été par la suite remplacé par de l'oxyde de manganèse.
Pour produire directement une flamme, sans passer par l'étape de combustion lente, il faut attendre la généralisation du briquet à essence au cours de la première moitié du XXe siècle.
L'amadou peut être remplacé par de l'étoupe. Au Congo certaines ethnies utilisent des matières déjà un peu carbonisées comme les peaux de bananes ou des fibres de palmier, tandis qu'au Pakistan c'est un tissu imprégné de suint de laine de mouton qui sert d'allume-feu.

Différents types d’allume-feux
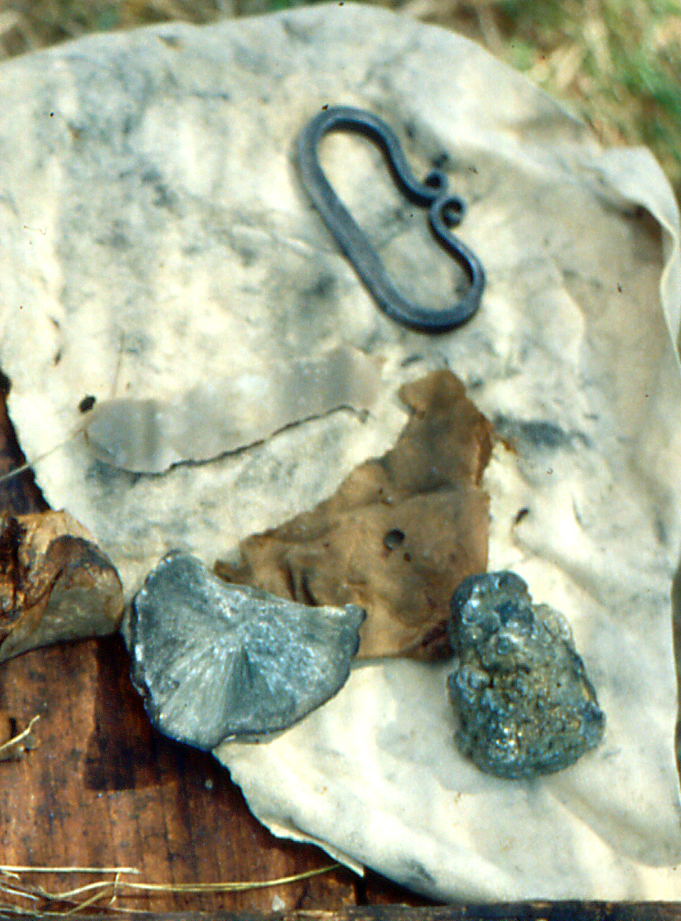
Outils de production de feu par percussion[a].
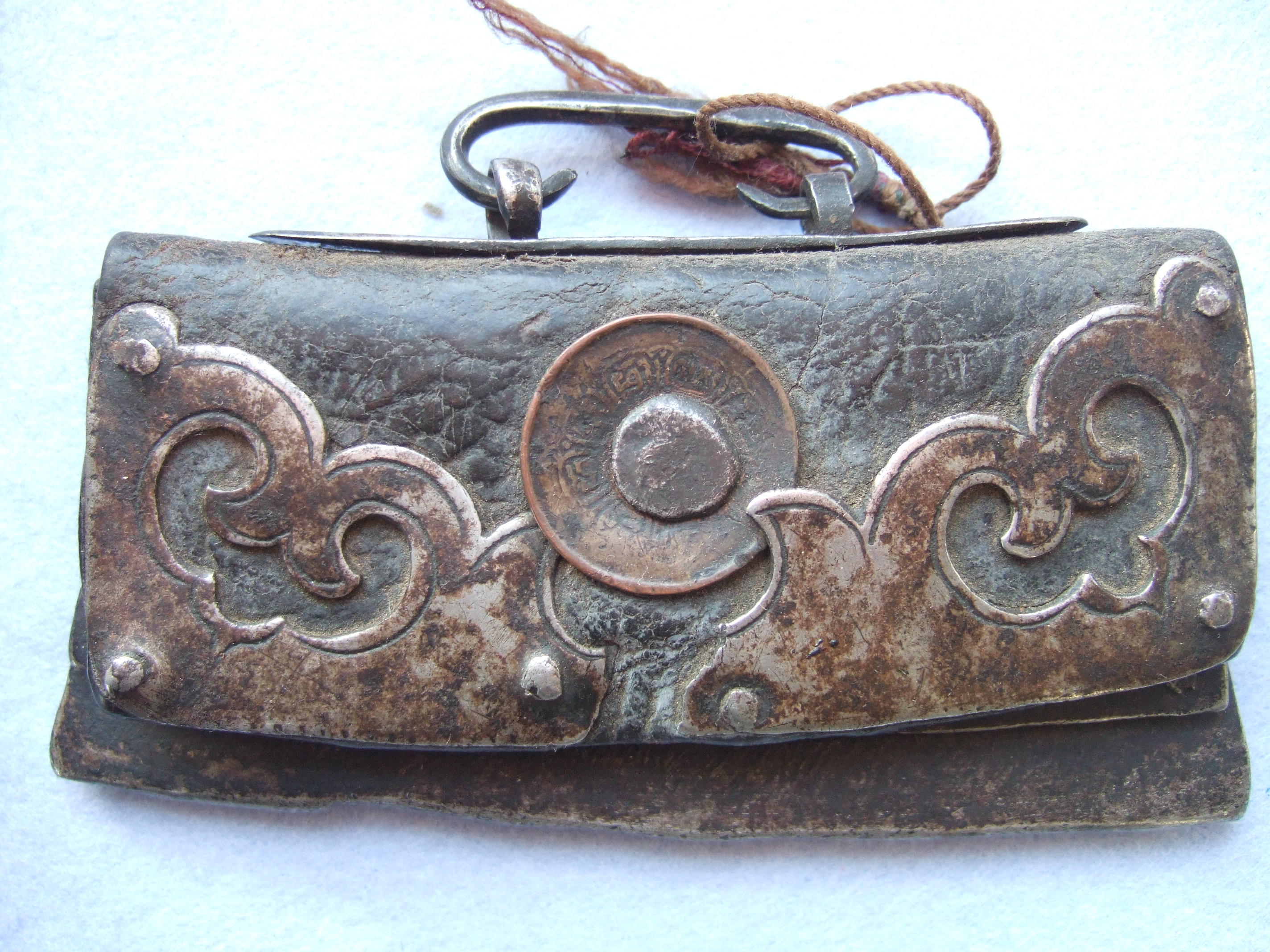
Briquet tibétain à base d'acier et sa pochette contenant l'amadou et le silex.
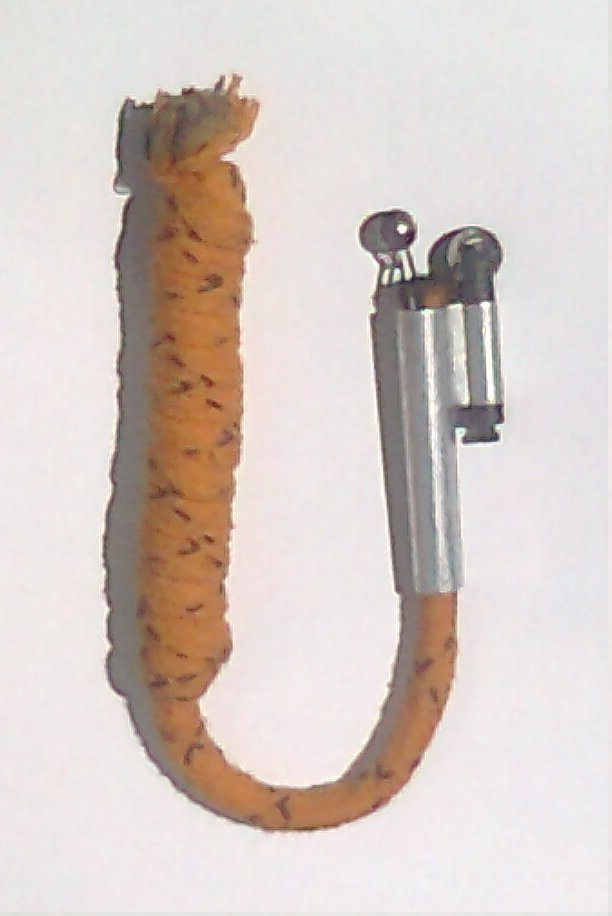
Briquet dit « à amadou », à mèche de coton.

### Usage médical

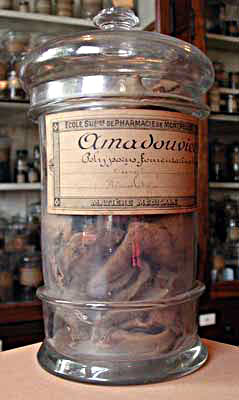
Echantillon d'amadouvier, droguier de la faculté de Pharmacie de Montpellier

À chaud : l'usage de l'amadou en médecine est attesté dès le Ve siècle av. J.-C., dans l'ouvrage d'Hippocrate qui préconise de placer sur la peau de l'amadou incandescent, à proximité des parties malades.
Au VIIe siècle Paul d'Égine s'en sert pour cautériser les plaies.
À froid : vers 1750, les médecins préconisent de s'en servir pour arrêter les hémorragies artérielles sans recourir à une ligature ou pour stopper les épanchements de sang, même si dès la deuxième moitié du XVIIIe siècle cette propriété est contestée par certains et expliquée uniquement par le bénéfice de la compression. Il sert aussi aux dentistes, aux pédicures, etc. En médecine populaire, l'amadou est utilisé comme pansement et le matériau est mentionné à cet usage dans la pharmacopée française jusqu'en 1908.
Traité au salpêtre, il sert de moxa jusqu'au XIXe siècle, pour la moxibustion. Moins chaud, il sert aussi de compresse sur les parties du corps qui en ont besoin.
En fumigations, il a servi de remède contre des pathologies diverses, comme les hémorroïdes, les maladies nerveuses ou l'asthme.

### Tabac à priser
L'amadou a servi comme substitut du tabac à priser.

### Séchage
L'amadou absorbe bien l'humidité. Il est notamment utilisé pour sécher les appâts destinés à la pêche à la mouche,. On se sert de ses propriétés hydrophiles pour assécher très rapidement les mouches artificielles, dites « mouches sèches » ou « cul de canard », afin qu'elles restent flottantes.

### Cuir vestimentaire
Il est aujourd'hui possible de transformer l'amadou feutré en cuir très souple.
Il est utilisé dans la fabrication de chapeaux,. Auparavant, il doit être aplati, bouilli et trempé dans une solution de nitrate de potassium. Une des méthodes de préparation commence par le trempage dans une solution de soude pendant une semaine, tout en le battant délicatement de temps et temps, puis en le séchant. Une fois sec, il est dur et doit être pilé avec un objet contondant permettant de le ramollir et de l'aplatir.
En Roumanie, l'amadouvier est toujours utilisé en artisanat (technique du feutrage), notamment pour la fabrication de chapeaux, de casquettes et de sacs.

Diverses utilisations de l'amadou
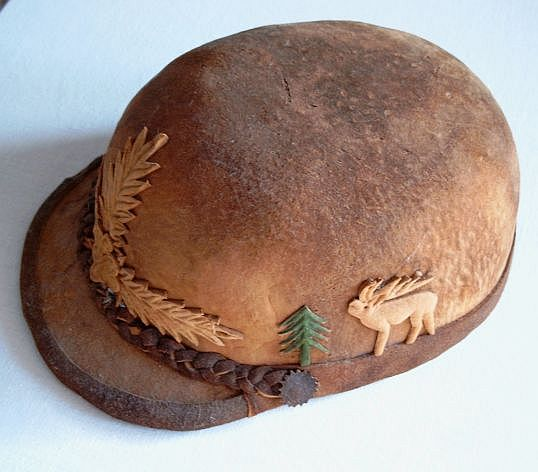
Casquette en amadou confectionnée en Roumanie.
Vêtement en cuir d'amadou.